# Talhijja
Talhijja – miejscowość w Syrii, w muhafazie Idlib. W 2004 roku liczyła 3437 mieszkańców.